# 阿拔斯·本·阿卜杜勒·穆塔利卜
阿拔斯·本·阿卜杜勒-穆塔利卜·本·哈希姆（566年-653年），哈希姆家族成员，阿拉伯帝国阿拔斯王朝的始祖。
阿拔斯出生于古来氏部落，是阿卜杜勒·穆塔利卜的兒子，伊斯兰教创始人穆罕默德的叔父，早年在麦加经商。在穆罕默德传教初期，阿拔斯是他的反对者，对先知所提出的新信仰表示敌意。但是在629年，阿拔斯皈依了伊斯兰教，并随之参加了630年穆罕默德从麦加往麦地那的出走（希吉拉）。
阿拔斯是最著名的迁士之一，他为穆罕默德的传教事业提供了巨大的资金支持。他的妻子是盧巴巴·賓·哈里斯，兩人有法德勒、阿卜杜拉、庫塔姆三個兒子。他的後裔在750年建立的阿拔斯王朝，即以他命名。
1. ↑  Annotated, , Albany: State University of New York Press, 1998, ISBN 0-7914-2820-6